# Dunajska kuhinja
Dunajska kuhinja se nanaša na tradicijo kuhanja in prehranjevanja v avstrijski prestolnici Dunaj.

## Zgodba
Dunajska kuhinja ima različne korenine. Italijanski vpliv od okoli leta 1600 je viden v imenih sestavin in jedi, ki se uporabljajo še danes: risibisi (beneško risi e bisi), jajčevci, maroni ali bebi piškoti. V 18. stoletju se je začel uveljavljati francoski vpliv - analogno francoskemu bontonu in jeziku v diplomaciji, zato se je v buržuaziji za juho uveljavil izraz "bouillon".
Izraz »dunajska kuhinja« se je prvič pojavil v kuharskih knjigah v nemškem jeziku konec 18. stoletja, vendar se je dejansko pojavil šele v naslednjem stoletju. Dunajski kongres je potekal od 18. septembra 1814 do 9. junija 1815 in je v cesarsko in kraljevo rezidečno mesto pripeljal goste iz vse Evrope. Za zabavo delegatov s kraljevim gostoljubjem, glasbo in plesom se ni varčevalo. Glas o Dunaju kot kulinarični metropoli se je hitro razširil. Z vzponom meščanstva se je poleg dvorne kulture prehranjevanja razvila tako imenovana buržuazijska prehrana. »Tisti ki so se spoštovali, so zaposlili kuharja, ki je obvladal včasih zapletene recepte buržuazijske domače kuhinje in je bil po potrebi sposoben pripraviti tudi prestižno jed.« Knjiga »Die Süddeutsche Küche« Katharine Prato, ki je izšla v Gradcu leta 1858, je bila ena od prvih kuharskih knjig, ki je poleg avstrijske in zlasti dunajske kuhinje vključevala tudi madžarske, južnoslovanske, poljske, italijanske, judovske in boemske prvine. Konec 19. stoletja je imela odločilen vpliv kuharska knjiga: »Die österreichische Küche« Dunajčanke Marie von Rokitansky, ki je izšla leta 1897. Avtorica je zbrala večkrat preizkusila veliko število receptov. Poleg mestnih jedi je v svojo knjigo vključila tudi številne podeželske recepte.
Na tradicionalno dunajsko kuhinjo so vplivali zgodnejši vplivi priseljencev iz pokrajin in dežel Avstro-Ogrske monarhije. Zaradi lege mesta blizu meje z Madžarsko, Češko in Moravsko lahko na jedilnikih najdemo jedi iz teh držav. Tako sta nastala golaž z dunajskimi različicami – dunajski, fiakerski in ciganski golaž – in štrudelj, katerega tanko, ročno vlečeno testo je bilo privzeto iz vzhodnega Sredozemlja, ki sta v Avstrijo verjetno prišla prek Madžarske. Zlasti nekatera peciva, kot so različni kolački in palačinke izvirajo iz Češke.
Prva ribja tržnica je bila na trgu Hoher Mark postavljena  že v 14. stoletju. V dunajski kuhinji je bil krap vedno najpomembnejša riba. Iz njegove glave, kosti, ribjega mleka (sperme) in iker so pripravili krapovo juho, ki se je pozneje začela imenovati kot Fischbeuschelsuppe. V tradicionalnih dunajskih gostilnah je še danes klasična dunajska jed, zlasti za božič.
Prenova nedavnega gastronomskega razvoja v Avstriji se je začela z »novo dunajsko kuhinjo«.

## Tipične jedi dunajske kuhinje (izbor)

### Hladne jedi
- Dunajska solata s sledom (Wiener Heringssalat)
- Tlačenka - stisnjena klobasa s kisom in oljem (Presswurst mit Essig und Öl)

### Juhe
- goveja juha s prilogami:[3]
  - pečene jušne krogljice (Backerbsen)
  - mesni zavitek (Fleischstrudel)
  - narezana palačinka (Frittaten)
  - zdrobovi cmoki (Grießnockerl)
  - jetrni cmoki (Leberknödel)
  - pljučni zavitek (Lungenstrudel)
  - schöberl
  - cmoki s slanino (Speckknödel)
- legirana zdrobova juha (Legierte Grießsuppe)
- zeljna juha s klobasami (Kohlsuppe mit Würstchen)
- volova juha (Ochsenschleppsuppe)
- kruhova juha (Panadelsuppe)
- mlečna juha (Stoßsuppe)
- juha s prežganko (Einbrennsuppe)
- grahova kaša (Erbsenpüreesuppe)
- krompirjeva juha (Erdäpfelsuppe)
- ribja juha (Fischbeuschlsuppe)
- gosjega juha (Gansleinmachsuppe)
- Dunajska golaž juha (Wiener Gulaschsuppe)

### Mesne jedi
- Kuhana govedina (Tafelspitz) z jabolčnim ali kruhovim hrenom, omako iz drobnjaka in fižolom v smetani z koprom
- Dunajski zrezek tradicionalno narejen iz telečjega mesa (sicer z dodatkom svinjine, purana ali piščanca) s krompirjevo solato
- Masleni zrezek s peteršiljevim krompirjem
- Poleg dunajskega jušnega golaža (Saftgulasch) so na voljo različne variante, kot sta Fiaker golaž ali golaž s klobasami
- Stara dunajska pražena čebulna s praženim krompirjem
- Vanilijeva pečenka (vanilija tu pomeni česen)
- Polnjene telečje prsi
- Goveja pečenka à la Girardi (Girardirostbraten)
- Štefani pečenka
- Svinjska pečenka s kruhovimi cmoki in kislim zeljem
- Prekajeno meso s kislim zeljem in cmoki

### Ribje jedi
- Pečeni krapi
- Modra postrv
- Ribji golaž
- Ščukini cmoki

### Drobovina
- Beuschel (pljuča), tudi: Salonbeuschel
- Bries
- Bruckfleisch
- Pečena jetra
- Pražena jetra
- Telečji jezik
- Vampi

### Jedi iz testenin
- Schinkenfleckerl (n)
- Krautfleckerl (n)
- Eiernockerl

### Pecivo
- Cesarski praženec
- Powidltascherl
- Šarkelj
- Skutin zavitek v vanilijevi omaki
- Zavitek z mlečno smetano
- Kvašeni cmoki
- Marelični cmoki
- Jabolčni zavitek
- Palačinke
- Torta Sacher
- Krofi

### Priloge in solate
- različne sorte s hrenom (kot tipična priloga k kuhani govedini): kruhov hren, smetanov hren, jabolčni hren
- zwetschkenröster, vrsta grobega slivovega kompota (značilna priloga cesarskemu pražencu)
- kumarična solata
- krompirjeva solata

## Kuharske knjige
- Wienerisches bewährtes Koch-Buch in sechs Absätze vertheilet; in welchem zu finden: Wie man verschiedene Speisen, von allerhand Wild-Prät, Fleisch, Geflügelwerk, Fisch und Garten-Gewächsen, Wie auch Torten, Pasteten, und anderes Gebackenes, niedlich zurichten könne. Bamberg und Würzburg 1768.
- Der Wienerische Mundkoch, oder Handbuch von Zubereitung der schmackhaftesten Speisen sowol für grosse Herrschaftliche und kleinere Tafeln; als auch für Personen, die sich einer gewöhnlichen aber delikaten Hauskost bedienen wollen, in der Kunst alle Arten von täglichen Speisen, von Geflügel und von hohem und niederem Wildpret leckerhaft zu kochen. Fische, Krebse, Schildkröten und dergleichen aufzustellen, alle Sorten von Gartengewächsen und Früchten unschädlich zu geniessen, und das vortreffliche Backwerk zu verfertigen. Nebst einem doppelten Speisezettel auf alle Tage des Jahrs. Wien 1789.
- Theresia Ballauf (verehelichte Muck): Die Wiener-Köchinn wie sie seyn soll, oder mein eigenes durch dreyßig Jahre geprüftes Kochbuch in sechs Abtheilungen. Enthält Tausend zweyhundert acht und siebenzig Speisen für Fleisch- und Fasttage, nebst allen Gattungen Backereyen, Blamascheen, Sulzen, Eingesottenen und Gefrornen, auch einem Anhang von Speißzetteln des Mittags und Nachts, nach dem neuesten Geschmack. Wien 1810.
- Anna Dorn: Neuestes Universal- oder: Großes Wiener-Kochbuch. Eine Anleitung sowohl die vornehmsten Tafeln als auch die gewöhnliche Hauskost nach dem feinsten Geschmack, der größten Eleganz und nach durchgehends selbst erprobten Erfahrungen, durch Benützung aller nur erdenklichen Wirtschaftsvortheile, mit den mindesten Kosten zu bestreiten. Tendler und von Manstein, Wien 1827.
- Anna Strobl: Die praktische Wiener Küche. Wien o. J. (um 1800).
- F. G. Zenker: Die Küche des wohlhabenden Wieners. Wien 1846.
- Maurer August: Illustrirtes Wiener Kochbuch. Ausschließlich berechnet für die feinste Küche und den vornehmsten Haushalt. Wien 1885.
- Amalie von Grünzweig: Wiener Koch- und Wirthschaftsbuch für den bürgerlichen Haushalt mit Berücksichtigung der deutschen, ungarischen, südslavischen, polnischen, böhmischen und italienischen Küche. 4. verbesserte und vermehrte Auflage, Moritz Perles, Wien 1895.
- Franz Ruhm (Hrsg.): Wiener Küche. Wien 1931.
- Alice Urbach: So kocht man in Wien! Ein Koch- und Haushaltungsbuch der gut bürgerlichen Küche. Wien 1935.
- Otto Stradal: So kocht nur eine Wienerin. Mit 35 Rezepten von Franz Ruhm. Wien 1963.
- Olga Hess, Alfred Hess, Peter Kirischitz: Wiener Küche. Neu bearbeitet von Peter Kirischitz. (... unter Berücksichtigung der 1. Auflage von 1911 und einer früheren Bearbeitung von Erich Istvan aus dem Jahre 1985), Andreas & Müller, Salzburg 2003, ISBN 3-902397-26-8.
- Albert Kofranek: Die gute Wiener Küche. Mit über 1500 Rezepten für die einfache und feine Küche, Schon-, Kranken- und Diätkost, und vielen praktischen Hinweisen für die Hausfrau. Kremayr & Scheriau, Wien 1959.
- Franz Maier-Bruck: Das Große Sacher-Kochbuch. Die österreichische Küche. Wien, München, Gütersloh u. a. 1975 ISBN 3-929626-27-6. (Verschiedene Ausgaben)
- Eduard Mayer, Karl Schuhmacher: Wiener Süßspeisen. 11. Auflage. Trauner, Linz 2002, ISBN 3-85320-359-0.
- Herwig Gasser, Petra Schmidt: Neue Wiener Mehlspeisen. 3. Auflage. Agens Ketterl, 2006, ISBN 3-85134-014-0
- Andreas Wojta: Meine Wiener Küche. D + R Verlagsgesellschaft, Wien 2007, ISBN 3-902469-11-0
- Ewald Plachutta, Mario Plachutta: Plachutta – meine Wiener Küche. Brandstätter, Wien 2008, ISBN 3-85033-213-6